# Matt Hoopes
Matthew Ryan Hoopes es el guitarrista principal de Relient K, una banda estadounidense de rock cristiano formada en el año 1998.
Últimamente Hoopes se ha convertido en el guitarrista principal de la banda, desplazando incluso al vocalista, Matt Thiessen, quien se dedica principalmente al piano. 